# Isla Adams (Massachusetts)
La isla Adams era una isla de Massachusetts, Estados Unidos.
La isla era parte de Tuckernuck. En los años 1890 la parte más occidental de Tuckernuck se extendió hasta casi Muskeget, y por lo tanto era una playa de barrera, protegiendo las islas Gravel, el Western Dry Shoal, y la Little Gull Island.
La isla Adams se separó de Tuckernuck en 1902, cuando el noroeste Haulover lo cortó de Tuckernuck. Otra isla, Tómbolo, fue creada. En 1907, la isla Adams casi se conecta a Muskeget, pero no se materializó porque hay un pequeño canal profundo que separa Adams de Muskeget.
En 1910, Adams fue acortado debido a una tormenta tropical y al noroeste. Hacia 1920, la isla Adams retrocedía un cuarto de milla al trimestre. En 1950, un poco menos de 10 yardas. Hacia 1980, dejó de erosionarlo.
- Datos: Q3802664